# Maona

Repúbliques marítimes (segle XII).
Venezia = Venècia; Genova = Gènova

La maona fou una forma de societat comercial freqüent en les Repúbliques Marítimes italianes. Les maones de la República de Gènova foren especialment importants.

## Estructura
L'estructura d'una maona era la típica d'una societat mercantil. Un cert nombre de socis o parçoners formaven una societat aportant un cert capital. La societat tenia uns objectius concrets (definits amb l'esperança de beneficis) i estava sotmesa a algunes normes (generals o específiques). Les accions rebien el nom de "luoghi".
A diferència d'altres societats únicament mercants (o d'altre tipus, però destinades a afers privats), les maones més famoses estaven relacionades amb aspectes legals de tipus militar o d'administració d'un territori.

## Exemples
En són exemples la Maona di Chio e di Focea i la Maona Vecchia di Cipro. Hi va haver societats similars a Venècia i a Catalunya un cas prou documentat és el de la Coca Sant Climent.

## Societats semblants posteriors

### Imperi britànic
- Companyia Britànica de les Índies Orientals.[9]
- Companyia de la Badia de Hudson[10][11]

### Imperi holandès
- Companyia Neerlandesa de les Índies Orientals[12][13]
- Companyia Holandesa de les Índies Occidentals

### Espanya
- Sistema de guardacostes privatitzat.
  - Reglament de 1824 sobre els cinc vaixells de "Resguardo marítimo de Cataluña" a càrrec de la Junta de Comerç.[14] En aquest cas, la Junta de Comerç tenia una actuació semblant a una maona genovesa.
  - El tipus de vaixell emprat era el falutx.